# Dicyrtomina saundersi
Dicyrtomina saundersi är en urinsektsart som först beskrevs av Lubbock 1862.  Dicyrtomina saundersi ingår i släktet Dicyrtomina, och familjen Dicyrtomidae. Arten är reproducerande i Sverige.